# Maledicció de Cam

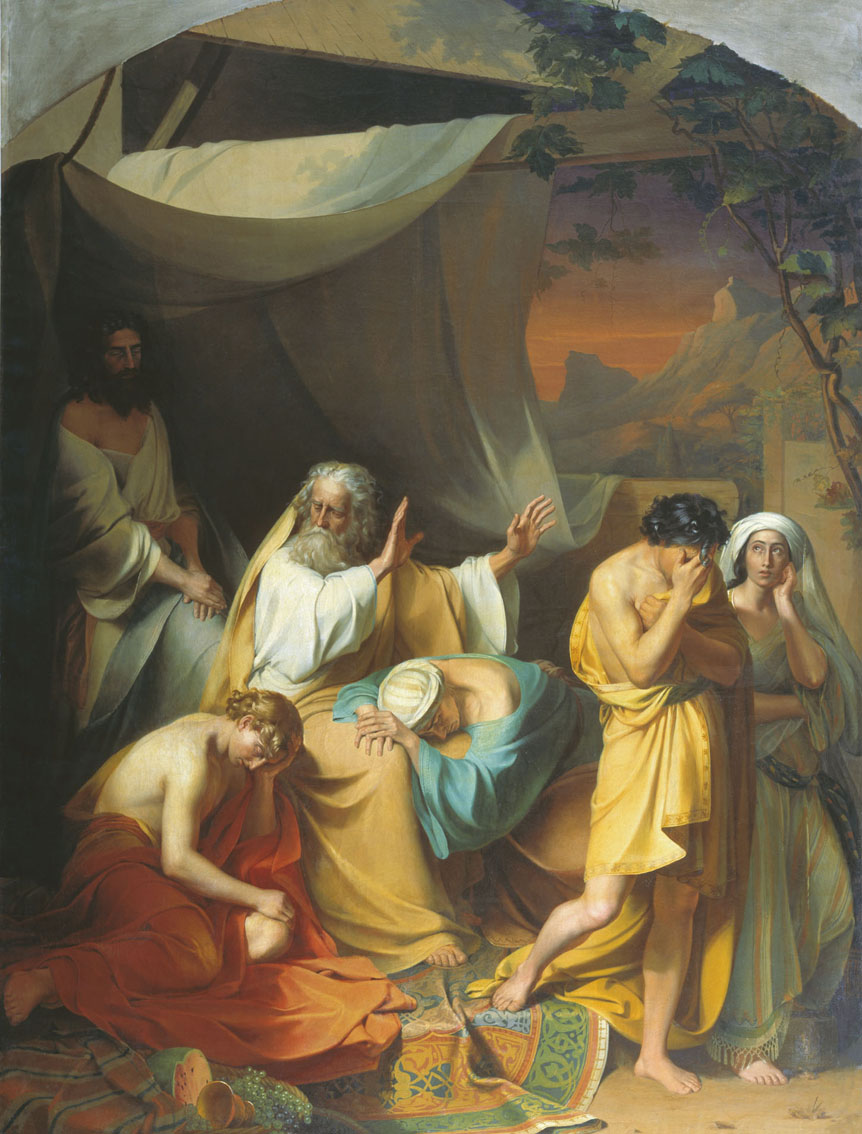
Noè condemnant Cam, obra del del pintor rus Ivan Stepanovitx Ksenofontov

La maledicció de Cam és com es coneix un passatge de la Bíblia (Gn 9:20 - 27) en el qual el patriarca bíblic Noè imposa una maledicció sobre Canaan. Aquest esdeveniment succeeix al Gènesi quan Cam, fill de Noè i pare de Canaan, aprofita l'estat d'embriaguesa del primer per perpetrar un acte vergonyós en presència seva. Uns dels principals motius de controvèrsia d'aquesta història, que s'ha debatut durant prop de dos-mil anys, és la naturalesa de la transgressió de Cam, així com per què Noè va maleir Canaan, quan el pecador havia estat el seu pare.
Alguns acadèmics actuals han teoritzat que l'objectiu original d'aquesta història era justificar la subjecció del poble cananeu als israelites, però en segles posteriors, aquesta narració va ser interpretada per alguns jueus, cristians i musulmans com una explicació de la pell negra, així com de l'esclavitud. Tot i així, actualment la majoria de jueus, cristians i musulmans no estan d'acord amb aquestes interpretacions, principalment perquè al text bíblic ni Cam és maleït, ni s'esmenta en cap moment el seu color de pell.

## Orígens
Al Gènesi es narra un episodi on Noè s'emborratxa i es queda despullat a la seva tenda. Cam, el fill petit, entra, el veu i surt a explicar-ho als seus germans. Aquests, avergonyits per la befa de Cam, entren a la tenda i tapen Noè sense mirar-lo. Noè, quan es va despertar i va assabentar-se de que havia passat, va maleir Canaan, fill de Cam, a ser esclau dels descendents dels seus oncles. A continuació segueix el fragment:
18 Els fills de Noè que van sortir de l'arca eren Sem, Cam i Jàfet. Cam va ser el pare de Canaan.

19 A partir d'aquests tres fills de Noè, es va poblar tota la terra.

20 Noè va ser el primer a treballar la terra, i plantà una vinya.

21 Un dia, va beure vi, s'embriagà i es va despullar dins la tenda.

22 Cam, pare de Canaan, veié el seu pare nu i sortí a fer-ho saber als seus dos germans, que eren fora.

23 Sem i Jàfet van prendre un mantell, se'l posaren a les espatlles, entraren reculant a la tenda i van tapar el seu pare: com que avançaven mirant enfora, no el van veure nu.

24 Quan Noè es despertà de la seva embriaguesa i va saber el que li havia fet el seu fill petit, 

25 digué:

--Maleït sigui Canaan!

Que sigui esclau dels esclaus

dels seus germans!

26 I afegí:

--Beneït sigui el Senyor,

Déu de Sem!

Que Canaan sigui el seu esclau!

27 Que Déu eixampli Jàfet,

que l'acullin les tendes de Sem

i que Canaan sigui el seu esclau!

28 Després del diluvi, Noè va viure tres-cents cinquanta anys.

29 Morí a l'edat de nou-cents cinquanta anys.
Keil i Delitzsch (1885) van suggerir que la maledicció era una profecia de la història de les tribus que baixarien de Canaan, mentre que Robert Alter considerava que l'objectiu principal de la història era justificar la condició de vassallatge dels cananites, descendents de Cam, davant dels israelites, descendents de Sem. Tot i així, segons Nahum Sarna, la narració de la maledicció sobre Canaan està plena de complicacions, de cara a entendre el seu significat: No és del tot clar quina és la naturalesa de la ofensa de Cam. El vers ha estat objecte de debat, segons si s'hauria d'entendre literalment, o és un «eufemisme d'algun acte de forta immoralitat».
Al vers 25, Noè esmenta el mot «germans» de Canaan, quan set versos abans indicava que eren els seus oncles. A la Taula de les Nacions, es presenta a Canaan i Misraim (Egipte) entre els fills de Cam (10:6). Als psalms, no obstant, Egipte és equiparat a Cam. El tractament de Jàfet als versos 26–27 també provoca algunes preguntes: Per què Déu és esmentat com el de Sem, i no el de Jàfet, també? Què vol dir que Déu eixamplarà Jàfet? I per què hauria de voler Jàfet ser acollit a les tendes de Sem? També hi ha conflictes interpretatius quan s'esmenta que Cam era el «fill petit», quan totes les altres relacions dels fills de Noè l'esmenten com el segon fill. Per Sarna, el principal problema d'aquest text és saber per què es maleeix a Canaan enlloc de Cam, així com per què no s'especifiquen els detalls d'aquest incident vergonyós que conté la mateixa reticència que la transgressió sexual de Rubèn.
Aquest petit fragment, finalment, també és un indicatiu de la importància que atorga el narrador o redactor al fet que Cam sigui el pare de Canaan; segons Sarna, «la maledicció de Canaan, invocada en resposta a un acte de depravació moral, és la primera aproximació al tema de la corrupció dels cananeus, fet que justifica que siguin desposseïts de la seva terra i la transferència de la mateixa als descendents d'Abraham.»

## La transgressió de Cam
Els comentaristes no es posen d'acord sobre la gravetat de la transgressió de Cam, és a dir, la relació entre contemplar la nuesa i el càstig d'esclavatge, que sembla desproporcionat a l'ofensa. S'han postulat diverses explicacions referides al context social. La primera rau en l'exposició pública dels genitals, un tabú present en diverses cultures i que ja apareix associada al pudor en un passatge bíblic, la vergonya que senten Adam i Eva en veure que no anaven vestits després de menjar el fruit prohibit. Els altres fills tapen el pare i surten de la tenda amb els ulls baixos per no contemplar la seva nuesa, en clar contrast amb la conducta de Cam. Inscripcions babilòniques referides a catàstrofes que esdevindrien a l'home que deixa veure els seus genitals (que van des de ser infèrtil fins a perdre la força o la riquesa) poden donar una idea de la gravetat de l'acte de Cam, agreujat perquè ho comenta als seus germans, intentant que també pequin i augmentant la vergonya del pare.
Un segon grup d'estudiosos al·ludeix a la pietat filial. Cam es burla en públic del seu pare, indefens perquè està begut. Per això, com que és una falta en la relació pare - fill, és Canaan i no Cam qui rep la maledicció, Noè castiga el fill perquè afligirà al pare igual que el deshonor del mal fill l'ha fet enfadar a ell com a pare. Aquesta relació és fonamental en l'ètica de l'antiguitat i més en un poble com l'hebreu on el llinatge escollit justifica les accions de governants posteriors. Un fill que no respecta el llinatge comet per tant una greu falta cap al pare i cap a Déu, que ha assenyalat aquella nissaga com a preferida per adorar-lo. Noè s'havia emborratxat indegudament i Cam, en comptes d'intentar amagar-lo, com fan els seus germans quan simbòlicament el cobreixen sense mirar-lo, ho proclama en públic. El Llibre dels Jubileus explica que Noè havia begut per un festival religiós, per honorar Déu per haver-lo salvat del diluvi universal i Cam hauria pervertit el ritual en subratllar l'embriaguesa com si fos una falta per excés del seu pare.
S'ha adduït que veure despullat el pare és un eufemisme per a un acte de sodomia, greument castigada a l'època com es pot comprovar al relat de Sodoma i Gomorra. Per tant, Cam hauria mantingut relacions sexuals prohibides amb el seu pare (afegint l'incest a la transgressió aprofitant que ell no es podia defensar per estar inconscient. L'hauria portat, doncs, a pecar contra la seva voluntat. Determinades traduccions del passatge, de fet, substitueixen el verb «veure» per altres paraules relacionades amb el sexe. Una variant addueix que l'hauria castrat, en analogia als relats de diverses mitologies on el fill castra el pare, com el cas del Cronos grec. El fet de no poder engendrar nous fills fa que Noè maleeixi el fill de Cam i la seva descendència.

## Maledicció de Canaan
- Gènesi 9:25: «digué: “Maleït sigui Canaan! Que sigui esclau dels esclaus dels seus germans!”»

És destacable que la maledicció va ser feta per Noè, no per Déu. Alguns acadèmics bíblics i teòlegs asseguren que, quan una maledicció és realitzada per un home, només podria ser efectiva si Déu hi dona suport, a diferència de la maledicció de Cam i els seus descendents, la qual no va ser confirmada per Déu o, com a mínim, no s'esmenta a la Bíblia que ho hagués confirmat.

### Manuscrits de la mar Morta
4Q252, un pesher (‘interpretació’) del Llibre del Gènesi trobat entre els Manuscrits de la mar Morta, explica que com que Cam ja havia estat beneït per Déu (Gènesi 9:1), no podia ara ser maleït per Noè. El manuscrit 4Q252, probablement, data de la darrera meitat del segle primer abans de Crist. Un segle més tard, l'historiador jueu Flavi Josep exposava que Noè s'havia refrenat de maleir Cam a conseqüència de la seva proximitat sanguínia, motiu pel qual va decidir maleir al seu fill en lloc seu.
Hi ha una interpretació alternativa al manuscrit 4Q181, el qual és un manuscrit del Gènesi paral·lel al Llibre dels Jubileus, que suggereix que Canaan va ser maleït perquè va criticar la divisió que Noè havia fet de la terra.

### Jubileus
El Llibre dels Jubileus també explica l'incident entre Cam i Noè, així com la maledicció resultant contra Canaan i en termes similars. Més tard, no obstant, el Llibre de Jubileus va més enllà, concretant que Noè va situar Canaan i als seus germans en un territori situat a l'oest del Nil, però que va violar aquest acord, ocupant un territori originalment destinat a Sem (i posteriorment Abraham), i que per tant mereixia el càstig de l'esclavitud.

### Judaisme clàssic
Filó d'Alexandria, un filòsof jueu del segle i aC, va dir que Cam i Canaan eren igualment culpables, potser no pel què fos que li haguessin fet a Noè, però si per altres crims, «ja que els dos havien actuat com estúpids i equivocadament i havien comès altres actes.» Rabbi Eleazar va decidir que Canaan, en realitat, havia estat el primer en veure Noè, i que després havia marxat i havia avisat al seu pare, el qual després ho va explicar als seus germans al carrer. Això, segons Eleazar, «suposava no prendre's el manament d'honorar el seu pare.» Una altra interpretació explicava que el «fill més petit» de Noè no podia ser Cam, que era el del mig: «per aquest motiu diuen que el fill més petit era, en realitat, Canaan.»
Gènesi, 9:25: "Maleït (ארור) sigui Canaan: Noè va dir a Cam: "M'has provocat que no pugui tenir un quart fill, un altre per servir-me. Sigui doncs el teu quart fill [Canaan era el quart fill de Cam, com es pot veure al Gènesi 10:6] maleït per servir els descendents d'aquests grans [de Sem i Jàfet]... Què va veure Cam que el va castrar? Va dir als seus germans que Adam, el primer home, només va tenir dos fills (Caín i Abel), i tot i així un va matar l'altre per heretar el món [Caín va matar Abel per una disputa sobre com dividir-se el món, segons explica el Gènesi Rabbah 22:7] i el nostre pare en té tres i encara en busca un quart."
Gènesi, 9:26: "...Beneït sigui יהוה el Déu de Sem: "El qual està destinat a mantenir la Seva primesa als descendents de Sem, per donar-los la terra de Canaan" i ho farà: "Canaan haurà de ser per ells com un servent per pagar tribut."
Gènesi, 9:27: "i Canaan haurà de ser un esclau per ells.: "Fins i tot després que els fills de Sem s'hauran exiliat, se'ls vendran escalus dels fills de Canaan." [Rashi explicant perquè la maledicció està repetida.]

## Interpretacions
En el passat, algunes persones han utilitzat la «maledicció de Cam» com una justificació bíblica per imposar l'esclavitud o el racisme en les persones negres, tot i que aquest concepte ha estat essencialment utilitzat de manera ideològica. Parlant sobre aquest cas, el líder cristià i afroamericà Martin Luther King Jr. va considerar que era «una blasfèmia» i que «era contrària a tot el que defensa la religió cristiana.»

### Judaisme i islamisme primigeni

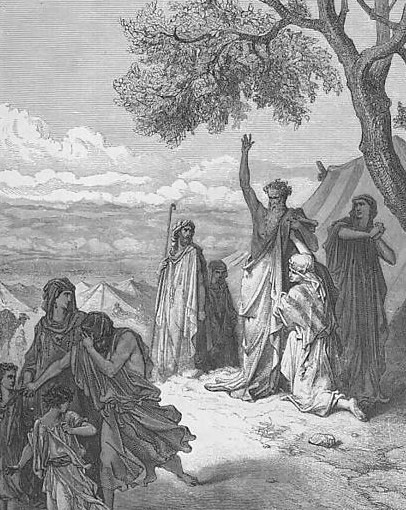
Noè maleeix Cam, obra de Gustave Dore

Tot i que al Gènesi 9 no s'hi diu que Cam sigui negre, amb el temps va acabar associat amb la pell negra, principalment mitjançant l'etimologia popular, que va fer derivar el seu nom d'una paraula similar, tot i que realment desconnectada, que volia dir «fosc» o «marró». La següent connexió prové de diverses faules provinents de l'antiga tradició jueva. Segons explica una llegenda preservada al Talmud de Babilònia, Déu va maleir Cam perquè aquest va trencar la prohibició de mantenir relacions sexuals a bord de l'arca, motiu pel qual va «patir ferides a la seva pell»; segons una altra versió, Noè el va maleir perquè havia castrat al seu pare. Tot i que el Talmud només fa referència a Cam, la versió que ens ha arribat mitjançant un midraix relativa a la pell negra només arriba a dir que «Cam, del qual Cuix prové», i que la maledicció no es va aplicar a tots els fills de Cam, sinó només al seu fill primogènit, Cuix, en referència al regne de Cuix, situat a l'Àfrica subsahariana. D'aquesta manera, existien dues versions diferents; una explicava el color negre de la pell com a resultat d'una maledicció sobre Cam, mentre que l'altre explicava l'esclavitud mitjançant una maledicció independent llançada sobre Canaan.
Aquests conceptes es van introduir a l'islam a partir de l'expansió aràbiga del segle vii, principalment a causa de la pol·linització creuada de la teologia i les paràboles jueves i cristianes amb l'islam, fenomen conegut com a israïliyyat. Alguns escriptors musulmans medievals, com ara Muhàmmad ibn Jarir at-Tabarí o Ibn Khaldun, i fins i tot el posterior Llibre de Zanj, inclouen la visió que la maledicció de Noè sobre els descendents de Cam incloïa la pell negra, l'esclavitud i l'obligació de no deixar-se fer créixer el cabell més enllà de les orelles, tot i que aquestes afirmacions contradeien les ensenyances del profeta musulmà Mahoma, que defensava la igualtat racial, de manera destacada en el seu darrer sermó. Aquest punt de vista, a més, apareix en aquests escrits medievals quan la història de la borratxera de Noè i la posterior maledicció de Cam no es troben en cap text de l'Alcorà, el llibre sagrat de l'Islam, i que no seria consistent amb les ensenyances de l'Islam, que assegura que Noè era un profeta, i els profetes no veuen alcohol. L'Islam té als profetes de Déu en molt alta consideració, i alguns musulmans suggereixen que aquests profetes són infal·libles.
Una interpretació independent, segons la qual la maledicció s'hauria imposat sobre tots els descendents de Cam, va persistir en la religió jueva, especialment tenint en compte que tots els fills de Cam es van situar al continent africà: Misraim va engendrar als egipcis, Cuix als cuixites, i Fut als libis.

### Servitud medieval i «pseudo-Berós»
En l'exegesi medieval cristiana, el destí de Cam va ser-li atribuït per riure (per fer befa del seu pare i no fer res per rectificar la seva condició).
En bona part de l'Europa medieval, la «maledicció de Cam» també es va convertir en un mitjà per justificar els serfs. Honorius Augustodunensis (c. 1100) va ser la primera persona, que se sàpiga, que va proposar un sistema de castes associant Cam amb la servitud, escrivint que els serfs eren descendents de Cam, els nobles de Japtè, i els homes lliures de Sem. Tot i així, també seguia la interpretació dels Corintis 7:21 d'Ambrosiaster (finals del segle IV), que exposava que els servents al món temporal, aquells «camites», probablement rebrien un premi més important en el següent món que aquell que rebrien els nobles fills de Japtè.
La idea que els serfs eren descendents de Cam es va estendre aviat per tot Europa. Per exemple, l'escriptora anglesa Juliana Berners (c. 1388), en un tractat sobre falcons, assegurava que els descendents de Cam s'havien establert a Europa, els fills de Sem a l'Àfrica, i els nobles fills de Japtè a l'Àsia (una variant de les versions més habituals, les quals situaven als fills de Sem a l'Àsia, els de Japtè a Europa, i els de Cam a l'Àfrica), perquè considerava Europa com el «país dels homes», Àsia de la gentilesa, i Àfrica de la temprança. A mesura que la servitud va desaparéixer d'Europa, a la darreria del període medieval, la interpretació que situava als serfs com a descendents de Cam també va minvar.
Cam també apareix en una vasta obra molt influent de l'època, titulada Commentaria super opera diversorum auctorum de antiquitatibus (Comentaris sobre les obres de diversos autors de l'antiguitat). El 1498, Annio da Viterbo assegurava haver traduït uns escrits de Berós, antic sacerdot babiloni i acadèmic; actualment és considerada una falsificació molt elaborada. Tot i així, va aconseguir exercir una gran influència sobre el renaixement, amb relació a la manera de pensar sobre la població i les migracions, omplint un buit històric situat després de l'explicació bíblica de la inundació. Segons aquest registre, Cam va estudiar les arts demoníaques que havien estat practicades abans de la inundació, motiu pel qual va passar a ser conegut com a «Cam Esenus» (Cam el llicenciós), així com el Zaratustra i el Saturn (Cronos) originals. Va acabar gelós dels altres fills de Noè, nascuts després del diluvi, començant a veure al seu pare com un enemic; un dia, quan Noè estava begut i dormint a la seva tenda, Cam el va veure i li va llençar un encantament que va deixar Noè temporalment estèril, com si estigués castrat. Aquest registre conté molts altres paral·lels que connecten Cam amb els mites grecs de la castració d'Urà per part de Cronos, així com les llegendes italianes de Saturn i/o Camesis, governant durant l'Edat daurada i lluitant a la Titanomàquia. Cam, en aquesta versió, també abandona la seva esposa, amb qui hauria tingut els seus descendents africans, i s'hauria casat amb Rea, filla de Noè, i amb qui hauria tingut com a fills una raça de gegants de Sicília.

### Esclavitud europea/americana, segles disset i divuit
L'explicació que els negres africans, com a «fills de Cam», estaven maleïts, possiblement «ennegrits» pel seu fat, va aparèixer durant l'edat mitjana de manera esporàdica, però gradualment va esdevenir en un punt de vista comú durant el comerç d'esclaus dels segles XVII i XVIII. La pròpia justificació de l'esclavitud, doncs, es feia a través del destí dels fills de Cam, la maledicció del qual es va adaptar perfectament als interessos ideològics de l'elit: amb l'emergència del comerç d'esclaus, la seva versió racialitzada justificava l'explotació del treball africà.
En les parts de l'Àfrica on el cristianisme va florir en els primers anys, quan encara era il·legal a Roma, aquesta idea mai va prendre massa rellevància, i la seva interpretació mai va ser adoptada per les esglésies coptes africanes. Un comentari amhàric modern del Gènesi destaca que, durant el segle xix i abans, la teoria europea explicava que els negres eren subjectes dels blancs com a resultat de la «maledicció de Cam», però assegurava que aquesta ensenyança era falsa i no estava d'acord amb el text de la Bíblia, destacant que la maledicció de Noè no va caure sobre tots els descendents de Cam, sinó només als de Canaan; a més, aquesta maledicció ja hauria prescrit quan Canaan va ser ocupada tant pels semites i els jepites. El comentari acaba explicant que els cananites van deixar d'existir políticament després de la Tercera Guerra Púnica (149 aC), i que els seus descendents actuals són desconeguts i barrejats entre tots els pobles.
Robert Boyle, científic del segle xvi que també era teòleg i cristià devot, va refutar la idea que la negritud fos conseqüència de la «maledicció de Cam» en el seu llibre Experiments and Considerations Touching Colours (Experiments i consideracions en relació als colors, 1664). Allí, Boyle explica que la maledicció de Cam utilitzada com una explicació de la complexió de les persones de color només era una mala interpretació creada per «escriptors vulgars», viatgers, crítics i, també, «homes de notar» del seu temps. En la seva obra critica aquesta visió, explicant el següent:
I no només no trobem expressat en les Escriptures que la maledicció vol dir de Noè a Cam, va ser la negror a posterior, sinó que trobem suficient informació relativa a que la maledicció era una altra cosa, és a dir, ser servent dels servents, això és per un hebraic, un serf molt baix dels seus germans, fet que finalment va passar, quan els israelites descendents de Sem van subjugar als canaanites, els quals descendien de Cam, i els van mantenir en gran subjecció. Ni és evident que ser negre sigui una maledicció, pel què ens diuen els navegants de les nacions negres, els quals pensen molt més bé de la seva pròpia condició, que pinten al dimoni blanc. Ni és la negritud inconsistent amb la bellesa, que fins i tot pels ulls europeus consisteix no tant en el color, sinó en la seva alçada avantatjosa, una completa simetria de les parts del seu cos, i bones característiques de les seves cares. Així, no veig per què la negritud hauria de ser vista com una maledicció per als negres...

### Moviment dels Sants dels Últims Dies
El 1835, Joseph Smith, fundador del Moviment dels Sants dels Últims Dies, va produir una obra titulada Llibre d'Abraham. Allí explicita que Faraó va ser un dels descendents de Cam i dels cananites, els quals eren negres(Moisès, 7:8), que Noè havia maleït el seu llinatge prohibint-los l'entrada al sacerdoci, i que tots els egipcis descendien d'ell. Més tard va ser canonitzat i la seva obra considerada sagrada per l'església dels Sants dels últims Dies. Aquest passatge és l'únic similar que es troba en cap escriptura mormona, on se cita que un llinatge particular de persones no pot exercir el sacerdoci, i tot i que en cap passatge del Llibre d'Abraham s'especifica que la maledicció de Noè sigui la mateixa esmentada a la Bíblia, o que els egipcis estiguessin relacionats amb altres negres africans, alguns seguidors d'aquesta església (però no tots) utilitzen aquest passatge com a base escrita per promoure l'esclavitud, així com per impedir que un negre sigui sacerdot. L'any següent, Smith ensenyava que la maledicció de Cam provenia de Déu, motiu pel qual demanava la legalització de l'esclavitud. També va advertir a tots aquells que intentessin interferir amb l'esclavitud que Déu podia fer la seva pròpia obra.
Després de la mort de Smith, els líders de l'Església de Jesucrist dels Sants dels Darrers Dies (Església SDD) van seguir ensenyant que els africans negres es trobaven sota la maledicció de Cam, i que aquells qui intentessin abolir l'esclavitud, estaven lluitant contra els decrets de Déu, tot i que arribaria el dia en què la maledicció seria eliminada gràcies als poders salvadors de Jesucrist. A més, segons la seva interpretació del Llibre d'Abraham, Brigham Young creia que, a conseqüència de la maledicció, els negres havien de ser vetats del sacerdoci mormó.
El 1978, el president de l'església SDD, Spencer W. Kimball va anunciar que havia tingut una revelació segons la qual s'estenia el sacerdoci a tots aquells homes valuosos, membres de l'església, sense tenir en compte consideracions de raça o color. L'església SDD, des d'aleshores, ha rebutjat l'explicació segons la qual la maledicció de Cam impedia als negres obtenir el títol de sacerdot. El Llibre d'Abraham encara és considerat com el llibre bàsic de l'església SDD, no obstant. El manual d'estudi de l'Antic Testament, que publica aquesta església i és el manual d'ús de tots els seus instituts, explica que Canaan no podria ser sacerdot a causa de la seva raça:
Així doncs, tot i que el mateix Cam tenia el dret d'assolir el sacerdoci, Canaan, el seu fill, no. Cam es va casar amb Egipte, descendent de Caín (Abraham 1:21-24), i així als seus fills els fou denegat el sacerdoci.